# Qualificazioni alla Coppa delle nazioni africane 2015
Questa voce raccoglie un approfondimento sui risultati degli incontri per l'accesso alla fase finale della Coppa delle nazioni africane 2015, che si è giocata in Guinea Equatoriale dal 17 gennaio all'8 febbraio 2015.

## Formato, regolamento e sorteggio
La competizione vede partecipare 51 nazionali: Somalia e Gibuti hanno rinunciato a partecipare, mentre per il Sudan del Sud è l'esordio in competizioni ufficiali. C'è inoltre il ritorno di Mauritania, Comore, Mauritius e Togo dopo l'esclusione dall'edizione precedente. Il Marocco è stato escluso dalla Coppa delle Nazioni Africane in quanto si è rifiutato di ospitare la competizione, temendo la diffusione sul proprio territorio della pandemia di ebola .
- Turno preliminare: vi partecipano le quattro nazionali più basse nel ranking.
- Primo turno: le due vincitrici del turno preliminare si aggiungono alle squadre che vanno dal 22º al 47º posto nel ranking.
- Secondo turno: si affronteranno le quattordici vincitrici del turno precedente.

Le 7 vincitrici del secondo turno parteciperanno alla fase finale insieme alle prime 21 del ranking.
Il sorteggio del turno preliminare è stato tenuto il 21 febbraio 2014 a Il Cairo (Egitto).
Di seguito la lista delle 51 partecipanti alle qualificazioni:
| Ammesse alla fase a gironi | Ammesse al primo turno | Ammesse al primo turno | Ammesse al turno preliminare               |
| --- | --- | --- | ------------------------------------------ |
| Nigeria Ghana Costa d'Avorio Zambia Burkina Faso Mali Tunisia Algeria Angola Capo Verde Togo Egitto Sudafrica Camerun RD del Congo Etiopia Gabon Niger Guinea Senegal Sudan | Libia Guinea Equatoriale Botswana Malawi Uganda Mozambico Benin Sierra Leone Rep. del Congo Rep. Centrafricana Zimbabwe Kenya Liberia | Gambia Ruanda Tanzania Namibia Burundi Lesotho Guinea-Bissau Madagascar Ciad São Tomé e Príncipe Seychelles Comore eSwatini | Mauritius Eritrea Mauritania Sudan del Sud |

## Turno preliminare
Il sorteggio si è svolto al Cairo il 21 febbraio 2014. In questo turno giocano le squadre classificate dal 48º al 51º posto del ranking.
| Squadra 1  | Totale | Squadra 2     | Andata | Ritorno |
| ---------- | ------ | ------------- | ------ | ------- |
| Eritrea    | n.d.   | Sudan del Sud | —      | —       |
| Mauritania | 3 - 0  | Mauritius     | 1 - 0  | 2 - 0   |

### Andata
| Arbitro: | Maguette N'Diaye |

|        |           |  |
| Ba 23’ | Marcatori |  |

### Ritorno
| Arbitro: | Samuel Chirindza |

|  |           |                      |
|  | Marcatori | 38’ Sow 90+2’ Bessam |

## Primo turno
Il sorteggio si è tenuto a Il Cairo il 27 aprile 2014.
| Squadra 1           | Totale      | Squadra 2          | Andata | Ritorno |
| ------------------- | ----------- | ------------------ | ------ | ------- |
| Liberia             | 1 - 2       | Lesotho            | 1 - 0  | 0 - 2   |
| Kenya               | 2 - 1       | Comore             | 1 - 0  | 1 - 1   |
| Madagascar          | 2 - 2 (gfc) | Uganda             | 2 - 1  | 0 - 1   |
| Mauritania          | 1 - 3*      | Guinea Equatoriale | 1 - 0  | 0 - 3   |
| Namibia             | 1 - 3       | Rep. del Congo     | 1 - 0  | 0 - 3   |
| Libia               | 0 - 3       | Ruanda             | 0 - 0  | 0 - 3   |
| Burundi             | 0 - 1       | Botswana           | 0 - 0  | 0 - 1   |
| Rep. Centrafricana  | 1 - 3       | Guinea-Bissau      | 0 - 0  | 1 - 3   |
| eSwatini            | 1 - 2       | Sierra Leone       | 1 - 1  | 0 - 1   |
| Gambia              | n.d.        | Seychelles         | -      | -       |
| São Tomé e Príncipe | 0 - 4       | Benin              | 0 - 2  | 0 - 2   |
| Malawi              | 3 - 3 (gfc) | Ciad               | 2 - 0  | 1 - 3   |
| Tanzania            | 3 - 2       | Zimbabwe           | 1 - 0  | 2 - 2   |
| Mozambico           | 5 - 0       | Sudan del Sud      | 5 - 0  | 0 - 0   |

- Guinea Equatoriale squalificata per avere schierato un giocatore non eligibile. Mauritania promossa al turno successivo.

### Andata
| Arbitro: | Wiish Yabarow |

|            |           |  |
| Bester 90’ | Marcatori |  |

| Arbitro: | Mutaz Abdelbasit Khairalla |

|             |           |  |
| Diakité 76’ | Marcatori |  |

| Arbitro: | Mal Souley Mahmadou |

|  |           |                    |
|  | Marcatori | 78’, 89’ Sessègnon |

| Arbitro: | Rainhold Shikongo |

|                |           |  |
| Mhango 7’, 69’ | Marcatori |  |

| Arbitro: | Gustave Tohouegnon |

|            |           |  |
| Laffor 40’ | Marcatori |  |

| Arbitro: | Wellington Kaoma |

|           |           |  |
| Omolo 34’ | Marcatori |  |

| Arbitro: | Victor Gomes |

|                                           |           |                    |
| Andriatsima 9’ (rig.) Andriamatsinoro 29’ | Marcatori | 90+2’ (rig.) Kiiza |

| Radès 18 maggio 2014, ore 16:00 UTC+1 | Libia            | 0 – 0 referto | Ruanda | Stade Olympique de Radés\| Arbitro: \| Juste Ephrem Zio \| |
| Arbitro:                              | Juste Ephrem Zio |               |        |                                                            |

| Bujumbura 18 maggio 2014, ore 15:30 UTC+2 | Burundi        | 0 – 0 referto | Botswana | Prince Louis Rwagasore Stadium\| Arbitro: \| Med Said Kordi \| |
| Arbitro:                                  | Med Said Kordi |               |          |                                                                |

| Brazzaville 18 maggio 2014, ore 15:00 UTC+1 | Rep. Centrafricana          | 0 – 0 referto | Guinea-Bissau | Stade Alfonse Massemba-Débat\| Arbitro: \| Antonio Muachihuissa Caxala \| |
| Arbitro:                                    | Antonio Muachihuissa Caxala |               |               |                                                                           |

| Arbitro: | Sebit Rassas Librato |

|             |           |          |
| Shongwe 56’ | Marcatori | 9’ Sesay |

| Arbitro: | Joseph Lamptey |

|           |           |  |
| Bocco 14’ | Marcatori |  |

| Arbitro: | Denis Batte |

|                                                  |           |  |
| Josimar 13’ Mexer 42’ Sonito 45+2’, 54’ Isac 84’ | Marcatori |  |

### Ritorno
| Arbitro: | Joshua Opeyemi Amao |

|                                  |           |  |
| Potloane 44’ Oliseh 45+3’ (aut.) | Marcatori |  |

| Arbitro: | Djamal Aden Abdi |

|            |           |            |
| Saandi 72’ | Marcatori | 62’ Masika |

| Arbitro: | Mohamed Farouk Mahmoud |

|           |           |  |
| Massa 12’ | Marcatori |  |

| Arbitro: | Davies Omweno |

|                               |           |  |
| Mina 3’ Rivas 71’ Diouzer 85’ | Marcatori |  |

| Arbitro: | Tessema Bamlak |

|                                    |           |  |
| Ganvoula 45’ Doré 46’ Douniama 74’ | Marcatori |  |

| Arbitro: | Joshua Bondo |

|                     |           |  |
| Birori 39’, 64’ 72’ | Marcatori |  |

| Arbitro: | Eric Otogo-Castane |

|              |           |  |
| Mogorosi 54’ | Marcatori |  |

| Arbitro: | Denis Dembele |

|                           |           |                |
| Cícero 12’, 45’ Baldé 26’ | Marcatori | 55’ Balamandji |

| Arbitro: | Omar Mohamed Ragab |

|                    |           |  |
| Bangura 80’ (rig.) | Marcatori |  |

| Arbitro: | Sekou Ahmed Touré |

|                             |           |  |
| Gounongbé 28’ Sessègnon 71’ | Marcatori |  |

| Arbitro: | Malang Diedhiou |

|                    |           |              |
| Ninga 15’, 17’ 32’ | Marcatori | 52’ Ngalande |

| Arbitro: | Bernard Camille |

|                        |           |                          |
| Phiri 10’ Katsande 54’ | Marcatori | 21’ Haroub 46’ Ulimwengu |

| Khartoum 30 maggio 2014, ore 17:00 UTC+3 | Sudan del Sud      | 0 – 0 referto | Mozambico | Khartoum Stadium\| Arbitro: \| Thierry Nkurunziza \| |
| Arbitro:                                 | Thierry Nkurunziza |               |           |                                                      |

## Secondo turno
Il sorteggio si è tenuto a Il Cairo il 27 aprile 2014.
| Squadra 1      | Totale           | Squadra 2     | Andata | Ritorno |
| -------------- | ---------------- | ------------- | ------ | ------- |
| Lesotho        | 1 - 0            | Kenya         | 1 - 0  | 0 - 0   |
| Uganda         | 3 - 0            | Mauritania    | 2 - 0  | 1 - 0   |
| Rep. del Congo | 2 - 2* (3-4 dcr) | Ruanda        | 2 - 0  | 0 - 2   |
| Botswana       | 3 - 1            | Guinea-Bissau | 2 - 0  | 1 - 1   |
| Sierra Leone   | per ritiro       | Seychelles    | 2 - 0  | n.d.    |
| Benin          | 1 - 1 (3-4 dcr)  | Malawi        | 1 - 0  | 0 - 1   |
| Tanzania       | 3 - 4            | Mozambico     | 2 - 2  | 1 - 2   |

- Rwanda squalificato per aver schierato un giocatore non utilizzabile. La Rep. del Congo è ammessa alla fase a gironi.

### Andata
| Arbitro: | Samuel Chirindza |

|               |           |  |
| Moletsane 60’ | Marcatori |  |

| Arbitro: | Hudu Munyemana |

|                       |           |  |
| Majwega 48’ Massa 70’ | Marcatori |  |

| Arbitro: | Malang Diedhiou |

|                     |           |  |
| Gandzé 70’ Doré 82’ | Marcatori |  |

| Arbitro: | Victor Gomes |

|                      |           |  |
| Tshireletso 30’, 37’ | Marcatori |  |

| Arbitro: | Bienvenu Sinko |

|                                  |           |  |
| Jabbie 55’ U. Bangura 72’ (rig.) | Marcatori |  |

| Arbitro: | Youssef Essrayri |

|               |           |  |
| Sessègnon 18’ | Marcatori |  |

| Arbitro: | Mahmoud Ashour |

|                     |           |                                   |
| Mcha 66’ 72’ (rig.) | Marcatori | 47’ (rig.) Dominguês 90’ Carvalho |

### Ritorno
| Nairobi 3 agosto 2014, ore 16:00 UTC+3 | Kenya                   | 0 – 0 referto | Lesotho | Nyayo National Stadium\| Arbitro: \| Aurélien Juenkou Wandij \| |
| Arbitro:                               | Aurélien Juenkou Wandij |               |         |                                                                 |

| Arbitro: | Mehdi Abid Charef |

|  |           |                |
|  | Marcatori | 90+3’ Sentongo |

| Arbitro: | Ali Mohamed Adelaïd |

|                                                    |                      |                                              |
| Ndahinduka 55’ Kagere 60’                          | Marcatori            |                                              |
| Tubane Mbaraga Kagere Bayisenge Niyonzima Sibomana | Tiri di rigore 4 – 3 | Doré Ndinga Ganvoula Bifouma Lépicier Lakolo |

| Arbitro: | Kokou Fagla |

|              |           |                   |
| Ansumane 16’ | Marcatori | 79’ Ramatlhakwane |

| Arbitro: | Janny Sikazwe |

|                               |                      |                                    |
| Banda 15’                     | Marcatori            |                                    |
| Kamwendo Msowoya Mzava Malata | Tiri di rigore 4 – 3 | Sessègnon Mama Angan Barazé Adénon |

| Arbitro: | Denis Batte |

|                             |           |            |
| Josimar 45+1’ Dominguês 83’ | Marcatori | 77’ Samata |

## Fase a gironi

### Sorteggio dei gruppi
Il sorteggio si è svolto a Il Cairo il 27 aprile 2014. La CAF ha diviso le squadre nelle seguenti fasce di merito:
| Urna 1                                                                      | Urna 2                                                                | Urna 3                                                              | Urna 4                                                                             |
| --------------------------------------------------------------------------- | --------------------------------------------------------------------- | ------------------------------------------------------------------- | ---------------------------------------------------------------------------------- |
| - Nigeria - Ghana - Costa d'Avorio - Zambia - Burkina Faso - Mali - Tunisia | - Algeria - Angola - Capo Verde - Togo - Egitto - Sudafrica - Camerun | - RD del Congo - Etiopia - Gabon - Niger - Guinea - Senegal - Sudan | - Lesotho - Uganda - Rep. del Congo - Botswana - Sierra Leone - Malawi - Mozambico |

Di seguito i gironi sorteggiati:
| Gruppo A                                       | Gruppo B                            | Gruppo C                                  | Gruppo D                                                 |
| ---------------------------------------------- | ----------------------------------- | ----------------------------------------- | -------------------------------------------------------- |
| - Nigeria - Sudafrica - Sudan - Rep. del Congo | - Mali - Algeria - Etiopia - Malawi | - Burkina Faso - Angola - Gabon - Lesotho | - Costa d'Avorio - Camerun - RD del Congo - Sierra Leone |

| Gruppo E                         | Gruppo F                                  | Gruppo G                                |
| -------------------------------- | ----------------------------------------- | --------------------------------------- |
| - Ghana - Togo - Guinea - Uganda | - Zambia - Capo Verde - Niger - Mozambico | - Tunisia - Egitto - Senegal - Botswana |

### Gruppo A
| Squadra        | Nigeria (bandiera) | Sudafrica (bandiera) | Sudan (bandiera) | Rep. del Congo (bandiera) |
| -------------- | ------------------ | -------------------- | ---------------- | ------------------------- |
| Nigeria        | —                  | 2 - 2                | 3 - 1            | 2 - 3                     |
| Sudafrica      | 0 - 0              | —                    | 2 - 1            | 0 - 0                     |
| Sudan          | 1 - 0              | 0 - 3                | —                | 0 - 1                     |
| Rep. del Congo | 0 - 2              | 0 - 2                | 2 - 0            | —                         |

| Pos. | Squadra        | Pt | G | V | N | P | GF | GS | DR |
| ---- | -------------- | -- | - | - | - | - | -- | -- | -- |
| 1.   | Sudafrica      | 12 | 6 | 3 | 3 | 0 | 9  | 3  | +6 |
| 2.   | Rep. del Congo | 10 | 6 | 3 | 1 | 2 | 6  | 6  | 0  |
| 3.   | Nigeria        | 8  | 6 | 2 | 2 | 2 | 9  | 7  | +2 |
| 4.   | Sudan          | 3  | 6 | 1 | 0 | 5 | 3  | 11 | -8 |

### Gruppo B
| Squadra | Mali (bandiera) | Algeria (bandiera) | Etiopia (bandiera) | Malawi (bandiera) |
| ------- | --------------- | ------------------ | ------------------ | ----------------- |
| Mali    | —               | 2 - 0              | 2 - 3              | 2 - 0             |
| Algeria | 1 - 0           | —                  | 3 - 1              | 3 - 0             |
| Etiopia | 0 - 2           | 1 - 2              | —                  | 0 - 0             |
| Malawi  | 2 - 0           | 0 - 2              | 3 - 2              | —                 |

| Pos. | Squadra | Pt | G | V | N | P | GF | GS | DR |
| ---- | ------- | -- | - | - | - | - | -- | -- | -- |
| 1.   | Algeria | 15 | 6 | 5 | 0 | 1 | 11 | 4  | +7 |
| 2.   | Mali    | 9  | 6 | 3 | 0 | 3 | 8  | 6  | +2 |
| 3.   | Malawi  | 7  | 6 | 2 | 1 | 3 | 5  | 9  | -4 |
| 4.   | Etiopia | 4  | 6 | 1 | 1 | 4 | 7  | 12 | -5 |

### Gruppo C
| Squadra      | Burkina Faso (bandiera) | Angola (bandiera) | Gabon (bandiera) | Lesotho (bandiera) |
| ------------ | ----------------------- | ----------------- | ---------------- | ------------------ |
| Burkina Faso | —                       | 1 - 1             | 1 - 1            | 2 - 0              |
| Angola       | 0 - 3                   | —                 | 0 - 0            | 4 - 0              |
| Gabon        | 2 - 0                   | 1 - 0             | —                | 4 - 2              |
| Lesotho      | 0 - 1                   | 0 - 0             | 1 - 1            | —                  |

| Pos. | Squadra      | Pt | G | V | N | P | GF | GS | DR |
| ---- | ------------ | -- | - | - | - | - | -- | -- | -- |
| 1.   | Gabon        | 12 | 6 | 3 | 3 | 0 | 9  | 4  | +5 |
| 2.   | Burkina Faso | 11 | 6 | 3 | 2 | 1 | 8  | 4  | +4 |
| 3.   | Angola       | 6  | 6 | 1 | 3 | 2 | 5  | 5  | 0  |
| 4.   | Lesotho      | 2  | 6 | 0 | 2 | 4 | 3  | 12 | -9 |

### Gruppo D
| Squadra        | Costa d'Avorio (bandiera) | Camerun (bandiera) | RD del Congo (bandiera) | Sierra Leone (bandiera) |
| -------------- | ------------------------- | ------------------ | ----------------------- | ----------------------- |
| Costa d'Avorio | —                         | 0 - 0              | 3 - 4                   | 2 - 1                   |
| Camerun        | 4 - 1                     | —                  | 1 - 0                   | 2 - 0                   |
| RD del Congo   | 1 - 2                     | 0 - 2              | —                       | 3 - 1                   |
| Sierra Leone   | 1 - 5                     | 0 - 0              | 0 - 2                   | —                       |

| Pos. | Squadra        | Pt | G | V | N | P | GF | GS | DR  |
| ---- | -------------- | -- | - | - | - | - | -- | -- | --- |
| 1.   | Camerun        | 14 | 6 | 4 | 2 | 0 | 9  | 1  | +8  |
| 2.   | Costa d'Avorio | 10 | 6 | 3 | 1 | 2 | 13 | 11 | +2  |
| 3.   | RD del Congo   | 9  | 6 | 3 | 0 | 3 | 10 | 9  | +1  |
| 4.   | Sierra Leone   | 1  | 6 | 0 | 1 | 5 | 3  | 14 | -11 |

### Gruppo E
| Squadra | Ghana (bandiera) | Togo (bandiera) | Guinea (bandiera) | Uganda (bandiera) |
| ------- | ---------------- | --------------- | ----------------- | ----------------- |
| Ghana   | —                | 3 - 1           | 3 - 1             | 1 - 1             |
| Togo    | 2 - 3            | —               | 1 - 4             | 1 - 0             |
| Guinea  | 1 - 1            | 2 - 1           | —                 | 2 - 0             |
| Uganda  | 1 - 0            | 0 - 1           | 2 - 0             | —                 |

| Pos. | Squadra | Pt | G | V | N | P | GF | GS | DR |
| ---- | ------- | -- | - | - | - | - | -- | -- | -- |
| 1.   | Ghana   | 11 | 6 | 3 | 2 | 1 | 11 | 7  | +4 |
| 2.   | Guinea  | 10 | 6 | 3 | 1 | 2 | 10 | 8  | +2 |
| 3.   | Uganda  | 7  | 6 | 2 | 1 | 3 | 4  | 5  | -1 |
| 4.   | Togo    | 6  | 6 | 2 | 0 | 4 | 7  | 12 | -5 |

### Gruppo F
| Squadra    | Zambia (bandiera) | Capo Verde (bandiera) | Niger (bandiera) | Mozambico (bandiera) |
| ---------- | ----------------- | --------------------- | ---------------- | -------------------- |
| Zambia     | —                 | 1 - 0                 | 3 - 0            | 0 - 0                |
| Capo Verde | 2 - 1             | —                     | 3 - 1            | 1 - 0                |
| Niger      | 0 - 0             | 1 - 3                 | —                | 1 - 1                |
| Mozambico  | 0 - 1             | 2 - 0                 | 1 - 1            | —                    |

| Pos. | Squadra    | Pt | G | V | N | P | GF | GS | DR |
| ---- | ---------- | -- | - | - | - | - | -- | -- | -- |
| 1.   | Capo Verde | 12 | 6 | 4 | 0 | 2 | 9  | 6  | +3 |
| 2.   | Zambia     | 11 | 6 | 3 | 2 | 1 | 6  | 2  | +4 |
| 3.   | Mozambico  | 6  | 6 | 1 | 3 | 2 | 4  | 4  | 0  |
| 4.   | Niger      | 3  | 6 | 0 | 3 | 3 | 4  | 11 | -7 |

### Gruppo G
| Squadra  | Tunisia (bandiera) | Egitto (bandiera) | Senegal (bandiera) | Botswana (bandiera) |
| -------- | ------------------ | ----------------- | ------------------ | ------------------- |
| Tunisia  | —                  | 2 - 1             | 1 - 0              | 2 - 1               |
| Egitto   | 0 - 1              | —                 | 0 - 1              | 2 - 0               |
| Senegal  | 0 - 0              | 2 - 0             | —                  | 3 - 0               |
| Botswana | 0 - 0              | 0 - 2             | 0 - 2              | —                   |

| Pos. | Squadra  | Pt | G | V | N | P | GF | GS | DR  |
| ---- | -------- | -- | - | - | - | - | -- | -- | --- |
| 1.   | Tunisia  | 14 | 6 | 4 | 2 | 0 | 6  | 2  | +4  |
| 2.   | Senegal  | 13 | 6 | 4 | 1 | 1 | 8  | 1  | +7  |
| 3.   | Egitto   | 6  | 6 | 2 | 0 | 4 | 5  | 6  | -1  |
| 4.   | Botswana | 1  | 6 | 0 | 1 | 5 | 1  | 11 | -10 |

### Raffronto tra le terze classificate
La migliore terza classificata ha ottenuto la qualificazione diretta alla fase finale del torneo.
| Squadra      | Pt | G | V | N | P | GF | GS | DR | Girone |
| ------------ | -- | - | - | - | - | -- | -- | -- | ------ |
| RD del Congo | 9  | 6 | 3 | 0 | 3 | 10 | 9  | +1 | D      |
| Nigeria      | 8  | 6 | 2 | 2 | 2 | 9  | 7  | +2 | A      |
| Uganda       | 7  | 6 | 2 | 1 | 3 | 4  | 5  | -1 | E      |
| Malawi       | 7  | 6 | 2 | 1 | 3 | 5  | 9  | -4 | B      |
| Angola       | 6  | 6 | 1 | 3 | 2 | 5  | 5  | 0  | C      |
| Mozambico    | 6  | 6 | 1 | 3 | 2 | 4  | 4  | 0  | F      |
| Egitto       | 6  | 6 | 2 | 0 | 4 | 5  | 6  | -1 | G      |